# Cratere Runanga
Runanga  è un cratere sulla superficie di Marte.